# Bleaklow Hill
Bleaklow Hill är en kulle i Storbritannien.   Den ligger i grevskapet Derbyshire och riksdelen England, i den centrala delen av landet, 250 km nordväst om huvudstaden London. Toppen på Bleaklow Hill är 627 meter över havet. Bleaklow Hill ingår i Blackstone Edge.
Terrängen runt Bleaklow Hill är huvudsakligen lite kuperad. Runt Bleaklow Hill är det ganska tätbefolkat, med 166 invånare per kvadratkilometer. Närmaste större samhälle är Oldham, 19,1 km nordväst om Bleaklow Hill. I omgivningarna runt Bleaklow Hill växer i huvudsak blandskog.